# Flying Without Wings
«Flying Without Wings» — песня ирландской поп-группы Westlife, вышедшая в качестве третьего сингла с дебютного альбома. Композиция возглавила британский национальный хит-парад и получила награду «Запись года» по итогам голосования на канале ITV. По итогам продаж сингл получил серебряный статус в Великобритании.

## Работа над песней. Ремейки и кавер-версии
Авторами песни стали Уэйн Гектор и Стив Мак. В одном из своих интервью Уэйн Гектор заявил, что первоначальный замысел будущего хита пришёл к нему в Лос-Анджелесе во время студийной записи c хип-хоп продюсером Ezi Cut:
После возвращения в Англию Гектор связался со своим давним соавтором и музыкальным продюсером Стивом Маком. После обсуждения они сошлись на общее идее новой песни: «…это о наших женах. О том, что делает жизнь полной». По словам Уэйна Гектора текст песни был завершён за полчаса.
Вышедшая в октябре 1999 года, песня «Flying Without Wings» стала третьим синглом группы Westlife, достигшим первой строчки британских чартов. Композиция оставалась в Top 100 хит-парада Соединённого Королевства в течение 13 недель. Песня также вошла в саундтрек анимационного фильма Pokemon: The Movie 2000. В 2004 году «живая» версия «Flying Without Wings» стала первым синглом в истории, покорившим новый британский download-чарт, учитывающий результаты онлайн-продаж.
В 2002 году Westlife и кореянка Квон Боа записали новую версию песни, которая вошла в её альбом Shine We Are!. Ремейк также вошёл в азиатское издание сборника Unbreakable - The Greatest Hits Vol. 1 группы Westlife. Аналогичный дуэт с Кристианом Кастро был включён в релиз, подготовленный для испаноязычных стран.
В 2003 году Рубен Стаддард, победитель шоу American Idol, выбрал песню «Flying Without Wings» в качестве своего дебютного сингла. Новая версия достигла второй строчки Billboard Hot 100. Продажи сингла по состоянию на декабрь 2006 года превысили отметку в 750,000 экземпляров.
В 2005 году экс-участник Westlife Брайан Макфадден и австралийка Дельта Гудрем исполнили песню на концерте в рамках «Visualise Tour» - гастрольного турне певицы.
Участники британского бой-бэнда JLS исполнили песню вместе с Westlife на финале шоу «The X Factor» в 2008 году.

## Список композиций

### Великобритания (CD1)
1. «Flying Without Wings» — 3:35
2. «Everybody Knows» — 4:09
3. «CD-Rom»

### Великобритания (CD2)
1. «Flying Without Wings» — 3:35
2. «That’s What It’s All About» — 3:20
3. «Flying Without Wings» (Acappella mix) — 3:29

### Австралия
1. «Flying Without Wings» — 3:35
2. «I Have a Dream» — 4:06
3. «Seasons in the Sun» — 4:10
4. «CD-Rom»

## Позиция в чартах
| Страна         | Высшая позиция в чарте |
| -------------- | ---------------------- |
| Австралия      | 31                     |
| Бельгия        | 7                      |
| Великобритания | 1                      |
| Ирландия       | 1                      |
| Нидерланды     | 17                     |
| Новая Зеландия | 6                      |
| Норвегия       | 7                      |
| Финляндия      | 17                     |
| Швеция         | 12                     |